# Dinastía Tomara
Los Tomara fueron una dinastía india que gobernó partes de la actual Delhi y Haryana durante los siglos IX-XII. Su dominio sobre esta región está atestiguado por múltiples inscripciones y monedas. Además, gran parte de la información sobre ellos proviene de leyendas bárdicas medievales, que no son históricamente confiables. Fueron desplazados por los Chahamanas de Shakambhari en el siglo XII.

## Territorio
El territorio Tomara incluía partes de la actual Delhi y Haryana. Una inscripción del siglo XIII establece que los Tomaras gobernaron el país Hariyanaka (Haryana) antes que los Chahamanas y los Shakas (musulmanes en este contexto). Una inscripción del siglo XIV establece que construyeron la ciudad de Dhillika (Delhi) en el estado de Hariyana (Haryana), y que su gobierno fue seguido por el de los Chahamanas y el Mlecha Sahavadina (Shihab ad-Din).

## Historia
Los Tomaras son conocidas por algunas inscripciones y monedas. Sin embargo, gran parte de la información sobre la dinastía proviene de leyendas bárdicas medievales, que no son históricamente confiables. Debido a esto, la reconstrucción de la historia de Tomara es difícil.

### Como feudatarios
La primera referencia histórica existente a los Tomaras se produce en la inscripción Pehowa emitida durante el reinado del rey Gurjara-Pratihara Mahendrapala I (r. ca. 885-910 CE).  Esta inscripción sin fecha establece que Jaula de la familia Tomara se hizo poderoso al servir a un rey sin nombre. Sus descendientes incluían a Vajrata, Jajjuka y Gogga. La inscripción sugiere que Gogga era un vasallo de Mahendrapala I. Registra la construcción de tres templos Vishnu por Gogga y sus hermanastros Purna-raja y Deva-raja. Los templos estaban ubicados en Prithudaka (IAST: Pṛthūdaka; Pehowa), a orillas del río Sarasvati.
No hay información disponible sobre los sucesores inmediatos de Gogga. La inscripción de Pehowa sugiere que esta familia particular de Tomara se estableció alrededor del área de Karnal. Sin embargo, F. Kielhorn sugirió que esta familia Tomara en realidad residía en Delhi: pueden haber visitado Pehowa en peregrinación y haber construido un templo allí.

### Como soberanos
A medida que el poder de los Pratihara declinaba, los Tomaras establecieron un principado soberano alrededor de Delhi en el siglo X. La literatura medieval de bardos nombra a la dinastía como "Tuar", y los clasifica como uno de los 36 clanes Rajput. De acuerdo con la tradición de los bardos, el fundador de la dinastía Anangapal Tuar (es decir, Anangapala I Tomara) fundó Delhi en 736. Sin embargo, la autenticidad de esta afirmación es dudosa. Una fuente de 1526 nombra a los sucesores de Anangapala como Tejapala, Madanapala, Kritapala, Lakhanapala y Prithvipala. El Dravya-Pariksha (1318) de Thakkura Pheru menciona las monedas de Madanapala, Prithvipala y otro gobernante, Chahadapala.
Poco después de obtener la independencia, los Tomaras se involucraron en conflictos con sus vecinos, los Chahamanas de Shakambhari. Según una inscripción de 973 del rey Chahamana Vigraharaja II, su antepasado Chandana (c. 900) mató al jefe de Tomara Rudrena (o Rudra) en una batalla. La inscripción en piedra de Harsha afirma que el descendiente de Chandana, Simharaja (c. 944-971) derrotó a un líder Tomara llamado Lavana o Salavana. El historiador R.B. Singh identifica al gobernante derrotado como Tejapala. Otra fragmentaria Chahamana prashasti (inscripción elogística), ahora en el museo de Ajmer, menciona que el rey Chahamana Arnoraja invadió el país Haritanaka. Este país se identifica con el territorio Tomara. Según la inscripción, el ejército de Arnoraja dejó turbias las aguas del río Kalindi (Yamuna) y las mujeres de Hartinaka se llenaron de lágrimas.
Los escritos de los historiadores musulmanes medievales sugieren que un rey llamado Mahipala gobernaba Delhi en el siglo XI. Aunque estos historiadores medievales no mencionan la dinastía de este rey, algunos historiadores modernos lo identifican como un gobernante Tomara. Algunas monedas con representaciones crudas de un jinete y un toro, y con el nombre de "Mahipala", se han atribuido a este rey. Estas monedas son similares a las de Mawdud de Ghazni (r. 1041-50), lo que confirma que Mahipala debe haber gobernado en el siglo XI. El jinete y el toro eran una característica de las monedas de los Kabul Shahi; Mawdud probablemente adoptó este estilo después de capturar los territorios Shahi. Mahipala probablemente imitó el mismo estilo después de capturar las regiones de Hansi y Thaneshvara de Mawdud. Se han descubierto algunas inscripciones fragmentarias de Tomara en Mahipalpur, cerca de Delhi. El historiador YD Sharma teoriza que Mahipala estableció una nueva capital en Mahipalapura (ahora Mahipialpur).
Se dice que el embalse de Suraj Kund fue encargado por un rey Tomara llamado Surajpala.
Varios (tres) reyes Tomara parecen haber compartido el nombre "Anangapala" (IAST: Anaṅgapāla). Se dice que uno de ellos estableció la ciudadela de Lal Kot en el área de Mehrauli. La construcción del tanque Anang Tal y la presa Anangpur también se le atribuye. Sus monedas también presentan la figura del jinete y el toro, y llevan el título de "Shri Samanta-deva". Estas monedas son muy similares a las de los reyes Shakambhari Chahamana Someshvara y Prithviraja III , lo que indica que Anangapala fue contemporáneo de estos reyes del siglo XII. Una de las varias inscripciones en el Pilar de hierro de Delhi menciona a Anangapala. Una leyenda medieval mencionada en una copia de Prithviraj Raso menciona una leyenda sobre el pilar: un brahmán le dijo una vez a Anangapala (alias Bilan Deo) que la base del pilar descansaba sobre la cabeza de la serpiente Vasuki, y que su gobierno duraría tanto tiempo mientras el pilar se mantuviese erguido. Por curiosidad, Anangapala sacó el pilar, solo para encontrarlo manchado con la sangre de Vasuki. Al darse cuenta de su error, el rey ordenó que se reinstalara, pero permaneció suelto ("dhili"). Debido a esto, el área llegó a ser conocida como "Dhilli" (Delhi moderna). Esta leyenda es obviamente un mito.

### Declive
Las leyendas bardas afirman que el último rey Tomara, Anangpal Tomar (también conocido como Anangapala), entregó el trono de Delhi a su yerno Prithviraj Chauhan (Prithviraja III de la dinastía Chahamana de Shakambhari; r.ca. 1179-1192). Sin embargo, esta afirmación no es correcta: la evidencia histórica muestra que Prithviraj heredó Delhi de su padre Someshvara. Según la inscripción de Bijolia de Someshvara, su hermano Vigraharaja IV había capturado Dhillika (Delhi) y Ashika (Hansi). Probablemente derrotó al gobernante Tomara Anangapala III.